# Jens Lehmann
|  | No s'ha de confondre amb Jens Lehmann (ciclista). |

Jens Lehmann (Essen, 10 de novembre del 1969) és un exfutbolista internacional alemany que jugava com a porter.

## Biografia

### Schalke 04
El seu primer equip va ser el FC Schalke 04. Allí va contribuir de forma decisiva que el seu club aconseguís el títol de la Copa de la UEFA el 1997 al detenir un penal en la ronda definitiva al jugador de l'Inter de Milà Juan Sebastián Verón.

### Milan i Borussia
Lehmann va abandonar el Schalke pel AC Milan l'any 1998, encara que tan sols va arribar a jugar cinc partits. Va tornar a Alemanya per a jugar en el Borussia Dortmund, on va aconseguir guanyar la Bundesliga en la temporada 2001-2002.

### Arsenal
Lehmann va marxar a l'Arsenal FC el 16 de juliol de l'any 2003 i en la seva primera temporada en el club de Londres, va participar en tots els partits del seu equip amb el qual va guanyar el títol de la Premier League perdent només un partit.

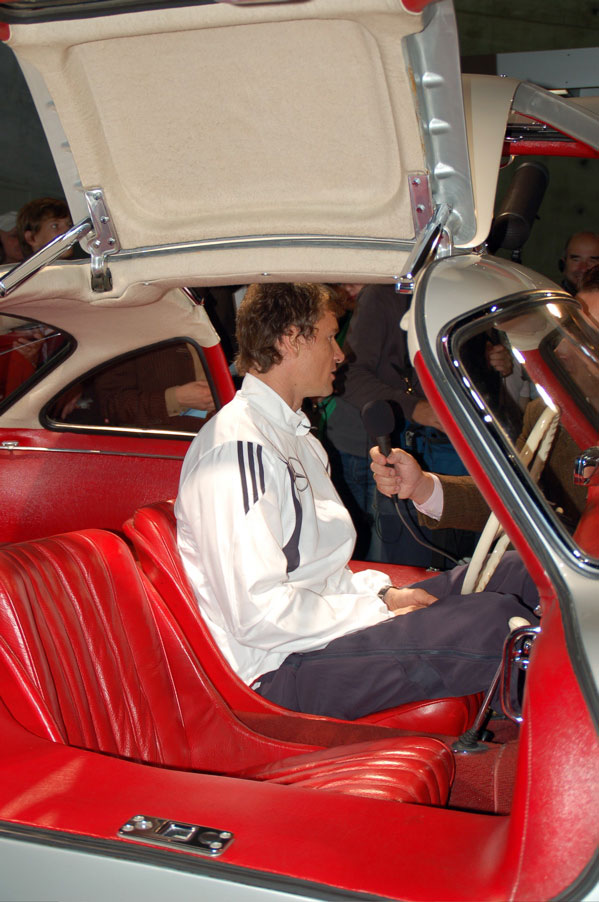
Jens Lehmann en el museu de Mercedes Benz d'Irlanda.

A mitjan temporada 2004-05, Lehmann va deixar de ser la primera opció per a ocupar la porteria de l'Arsenal, ja que la va passar a defensar un porter espanyol: Manuel Almunia. No obstant això, Almunia després de comentre diferents errors, va permetre a Lehmann tornar a ser titular. Al final de la temporada 2005, Lehmann va ser l'heroi de la final de la Copa d'Anglaterra, davant el Manchester United FC, realitzant nombroses aturades per a mantenir el marcador 0-0 després de la pròrroga, i detenint un penal a Paul Scholes en la ronda final de llançaments, donant la victòria a l'Arsenal per 5-4.
Lehmann va complir el seu partit nombre 100 en la Premier League contra el West Bromwich Albion F.C. el 15 d'abril del 2006. Va ser una peça clau perquè el seu equip arribés a la final de la Lliga de Campions de la UEFA en la ratxa de partits imbatut que va arribar fins als 10 partits, fins al 25 d'abril del 2006. Lehmann va jugar en set d'aquests partits i va superar el record del porter Edwin van der Sar en la competició amb 658 minuts sense concedir un gol, incloent un penal parat a Juan Román Riquelme en el minut 89 del partit de tornada de les semifinals.
En la final de la Lliga de Campions 2005-2006, celebrada a París el 17 de maig del 2006, i que va enfrontar l'Arsenal FC i el FC Barcelona, va ser expulsat després de realitzar una falta a Samuel Eto'o. L'acció va ser polèmica, ja que l'àrbitre podria haver deixat seguir la jugada i haver concedit el gol que Ludovic Giuly va marcar en aquesta acció. Va ser substituït per Manuel Almunia, qui en el minut 76 del partit va encaixar el primer gol del Barça, marcat per Eto'o després d'una assistència de Henrik Larsson. Tan sols quatre minuts després, Almunia va tornar a encaixar un altre tant que va suposar el 2-1 per al Barça, marcat per Juliano Belletti, de nou a passada de Larsson.
Després de finalitzar el Mundial 2006 Lehmann va seguir en la porteria de l'Arsenal, però sense la lluentor d'abans.

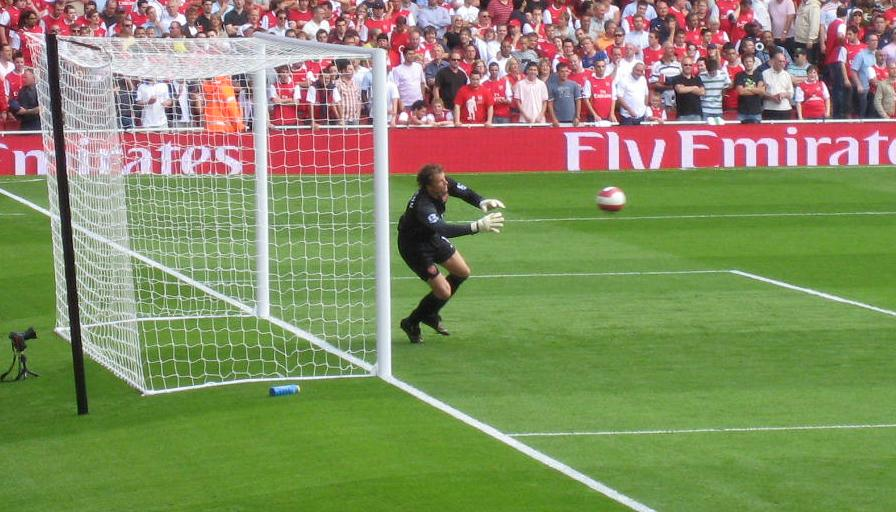
Jens Lehmann en un partit amb l'Arsenal.

A principis de la temporada 2007-08 va perdre la titularitat de l'arc del seu club a l'haver rebut alguns gols a causa d'errors molt greus. Manuel Almunia, de nou, es va fer un lloc en la porteria de l'equip londinenc.

### Stuttgart
A principis de juny de 2008, es va anunciar que Lehmann havia signat un contracte d'un any amb el VfB Stuttgart. Va debutar amb el seu nou club el 30 de juliol en un partit amistós contra l'Arsenal FC. El seu debut oficial va ser el 10 d'agost de 2008 a un partit de copa.
El 2010 va anunciar la seva retirada de futbol professional a l'Stuttgart. Tot i això, al març de 2011 es va especular sobre la seva tornada a l'Arsenal FC per a substituir als lesionats Lukasz Fabianski i Wojciech Szczesny.

### Internacional
Ha estat internacional amb la selecció alemanya en 51 ocasions i durant la Copa del Món del 2006 per decisió de l'entrenador de la selecció, Jürgen Klinsmann, va ser el triat per a ocupar el lloc de porter titular representant a Alemanya. El seu rival Oliver Kahn va ser el segon porter després d'un ardu debat. Durant la competició, va contribuir a eliminar a Argentina detenint dos penals.
El seu debut com internacional es va produir el 18 de febrer del 1998, en un partit contra Oman.
El 8 d'agost de 2008 va anunciar que no tornaria a jugar amb la selecció alemanya de futbol.

## Estadístiques
| Club              | Temporada | Premiership | Premiership | Premiership | FA Cup    | FA Cup    | League Cup | League Cup | Europa  | Europa | Altres  | Altres | Total   | Total |
| Club              | Temporada | Partits     | Gols        | Assist.     | Partits   | Gols      | Partits    | Gols       | Partits | Gols   | Partits | Gols   | Partits | Gols  |
| ----------------- | --------- | ----------- | ----------- | ----------- | --------- | --------- | ---------- | ---------- | ------- | ------ | ------- | ------ | ------- | ----- |
| Arsenal FC        | 2007-08   | 2           | 0           | 0           | 0         | 0         | 0          | 0          | 2       | 0      | 0       | 0      | 4       | 0     |
| Arsenal FC        | 2006-07   | 36          | 0           | 0           | 0         | 0         | 0          | 0          | 8       | 0      | 0       | 0      | 44      | 0     |
| Arsenal FC        | 2005-06   | 38          | 0           | 0           | 0         | 0         | 0          | 0          | 8       | 0      | 1       | 0      | 47      | 0     |
| Arsenal FC        | 2004-05   | 28          | 0           | 0           | 5         | 0         | 0          | 0          | 7       | 0      | 1       | 0      | 41      | 0     |
| Arsenal FC        | 2003-04   | 38          | 0           | 0           | 5         | 0         | 0          | 0          | 10      | 0      | 1       | 0      | 54      | 0     |
| Arsenal FC        | Subtotal  | 142         | 0           | 0           | 10        | 0         | 0          | 0          | 35      | 0      | 3       | 0      | 190     | 0     |
| Club              | Temporada | Bundesliga  | Bundesliga  | Bundesliga  | DFB-Pokal | DFB-Pokal | Ligapokal  | Ligapokal  | Europa  | Europa | Altres  | Altres | Total   | Total |
| Club              | Temporada | Partits     | Gols        | Assist.     | Partits   | Gols      | Partits    | Gols       | Partits | Gols   | Partits | Gols   | Partits | Gols  |
| Borussia Dortmund | 2002-03   | 24          | 0           | 0           | 0         | 0         | 0          | 0          | 12      | 0      | —       | —      | 36      | 0     |
| Borussia Dortmund | 2001-02   | 30          | 0           | 1           | 0         | 0         | 2          | 0          | 11      | 0      | —       | —      | 44      | 0     |
| Borussia Dortmund | 2000-01   | 31          | 0           | 0           | —         | —         | —          | —          | 0       | 0      | —       | —      | 31?     | 0     |
| Borussia Dortmund | 1999-00   | 31          | 0           | 0           | —         | —         | 2          | 0          | —       | —      | —       | —      | 33?     | 0     |
| Borussia Dortmund | 1998-99   | 13          | 0           | 0           | —         | —         | —          | —          | 0       | 0      | —       | —      | 13?     | 0     |
| Borussia Dortmund | Subtotal  | 129         | 0           | 1           | 0?        | 0         | 4?         | 0          | 23?     | 0      | —       | —      | 157?    | 0     |
| Club              | Temporada | Serie A     | Serie A     | Serie A     | —         | —         | —          | —          | —       | —      | —       | —      | Total   | Total |
| Club              | Temporada | Partits     | Gols        | Assist.     | Partits   | Gols      | Partits    | Gols       | Partits | Gols   | Partits | Gols   | Partits | Gols  |
| AC Milà           | 1998-99   | 5           | 0           | —           | —         | —         | —          | —          | —       | —      | —       | —      | 5       | 0     |
| Total             |           | 276         | 0           | 1           | 10        | 0         | 4?         | 0          | 57?     | 0      | 3       | 0      | 352?    | 0     |

## Participacions en Copes del Món
| Mundial                     | Seu                  | Resultat    |
| --------------------------- | -------------------- | ----------- |
| Copa del Món de Futbol 2002 | Corea del Sud i Japó | Subcampió   |
| Copa del Món de Futbol 2006 | Alemanya             | Tercer lloc |

## Palmarès
FC Schalke 04
- 1 Copa de la UEFA: 1996-97
- 1 2. Bundesliga: 1990-91

AC Milan
- 1 Serie A: 1998-99

BV Borussia Dortmund
- 1 Bundesliga: 2001-02

Arsenal FC
- 1 Premier League: 2003-04
- 1 FA Cup: 2004-05
- 1 Community Shield: 2004

## Distincions individuals
| Distinció                             | Any       |
| ------------------------------------- | --------- |
| Millor porter de la Lliga de Campions | 2005 - 06 |